# Alliansen

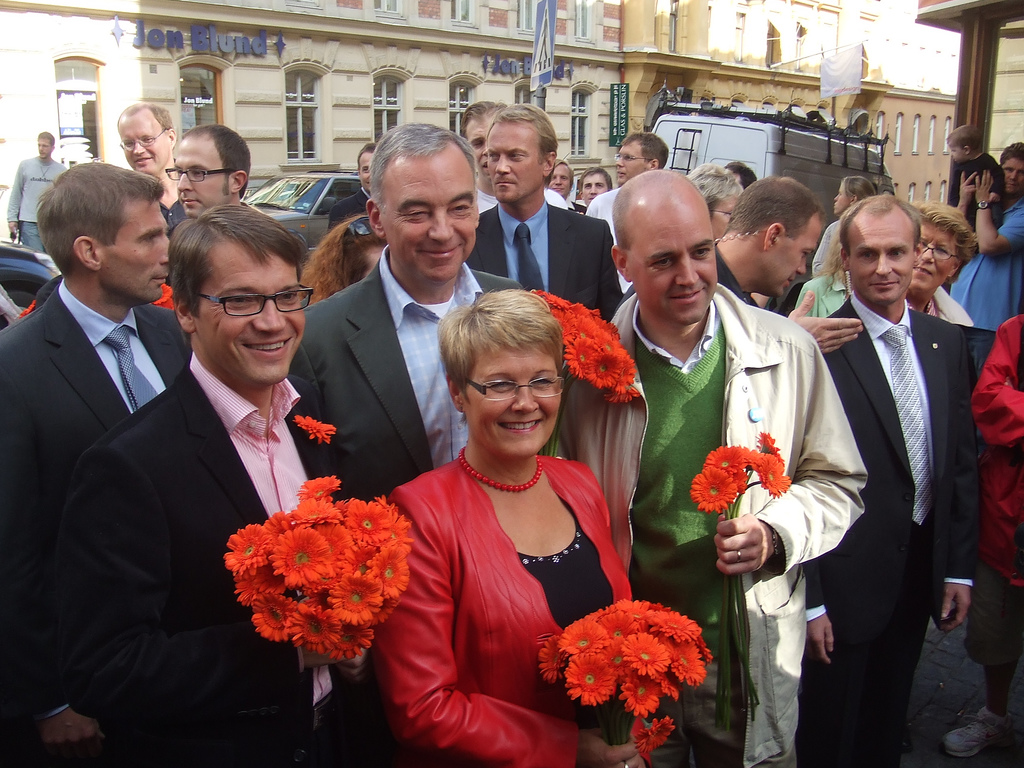
De fyra borgerliga partiledarna på valdagen 2006, med blommor i händerna. Från vänster: Göran Hägglund, Lars Leijonborg, Maud Olofsson och Fredrik Reinfeldt. (Foto: Departementet)

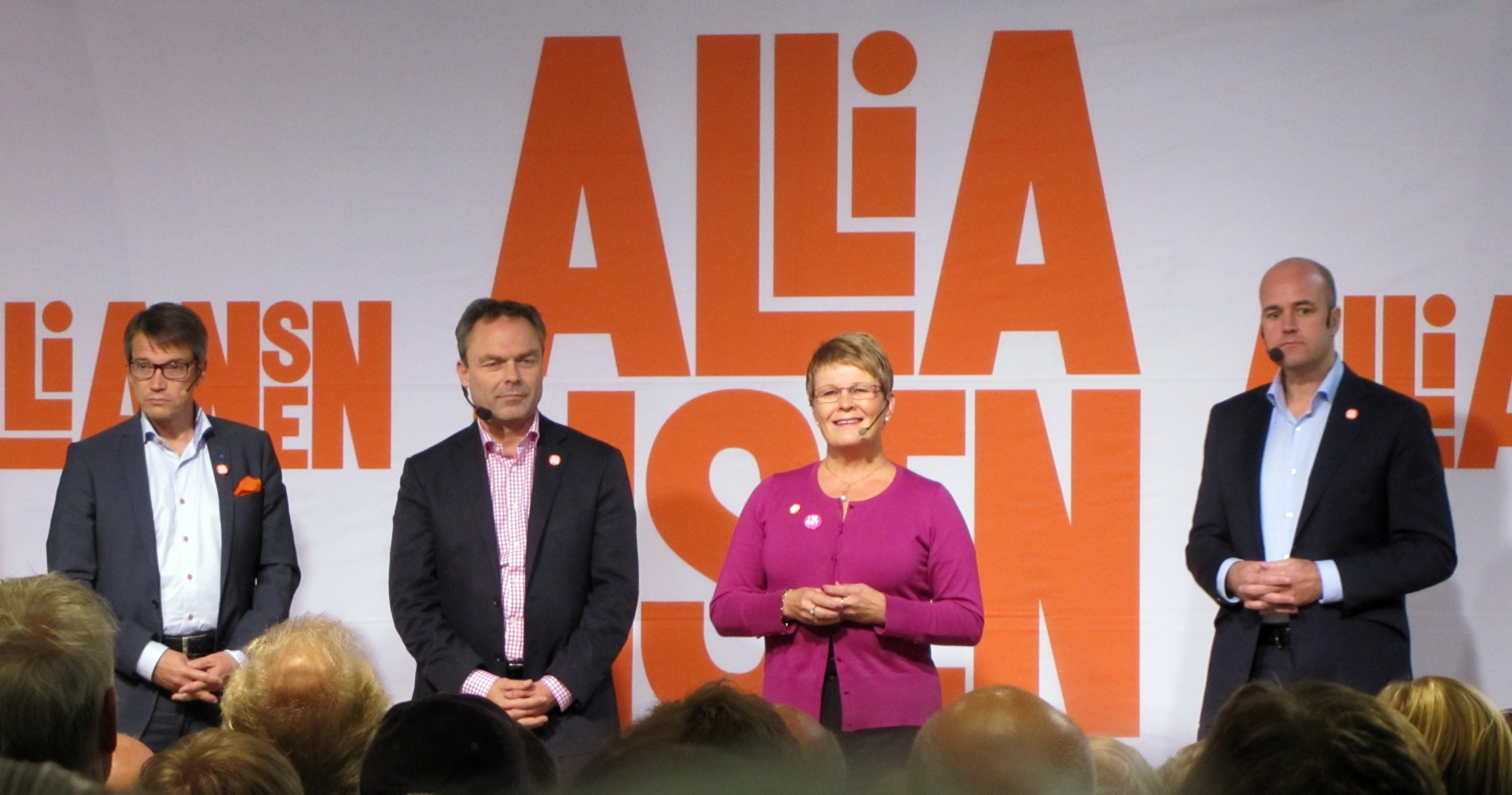
Alliansens partiledare vid ett valmöte i Nordstan, Göteborg, dagen före riksdagsvalet 2010. Från vänster: Göran Hägglund, Jan Björklund, Maud Olofsson och Fredrik Reinfeldt.

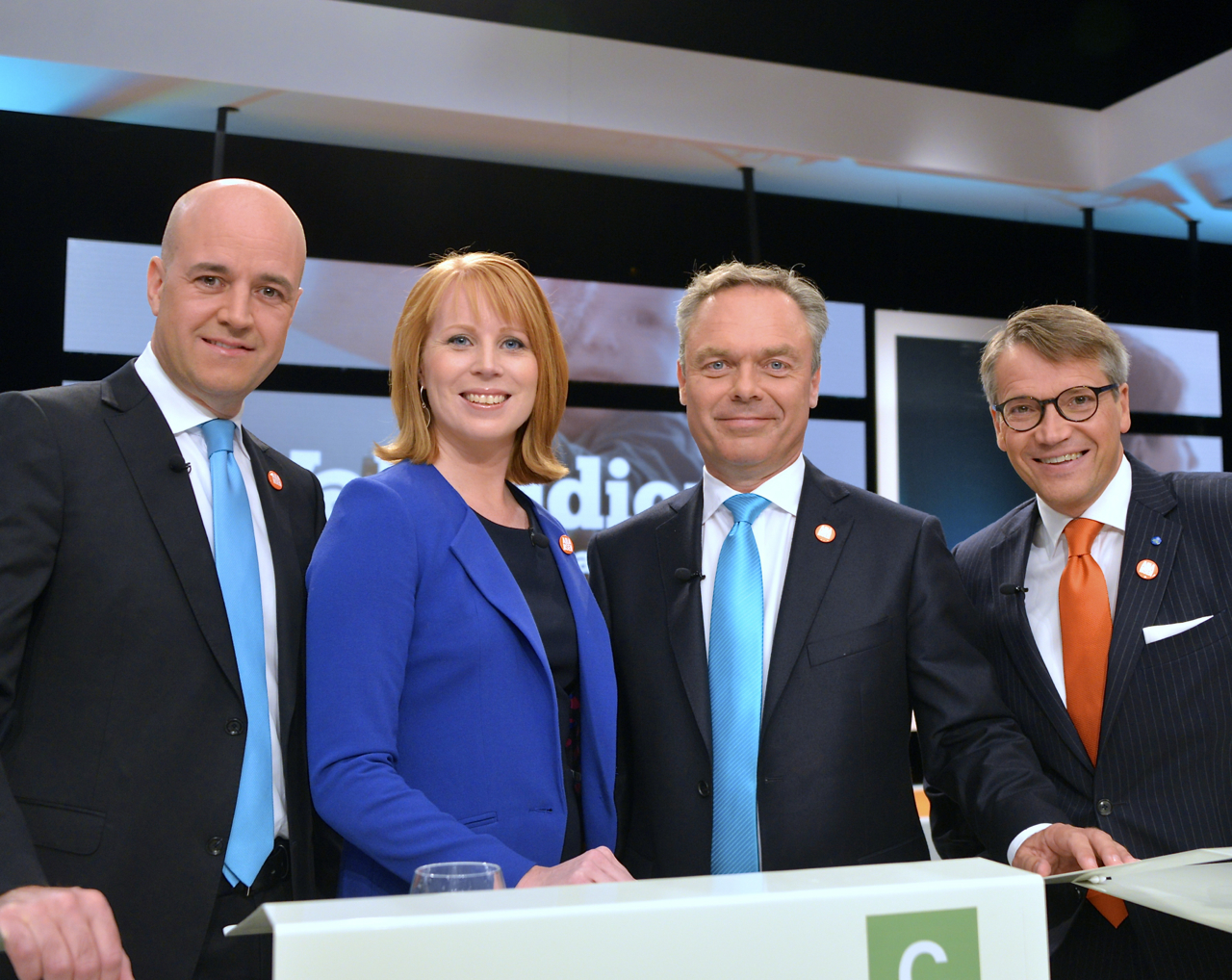
Alliansledarna inför slutdebatten i SVT två dagar före valet i september 2014. Från vänster: Fredrik Reinfeldt, Annie Lööf, Jan Björklund och Göran Hägglund.

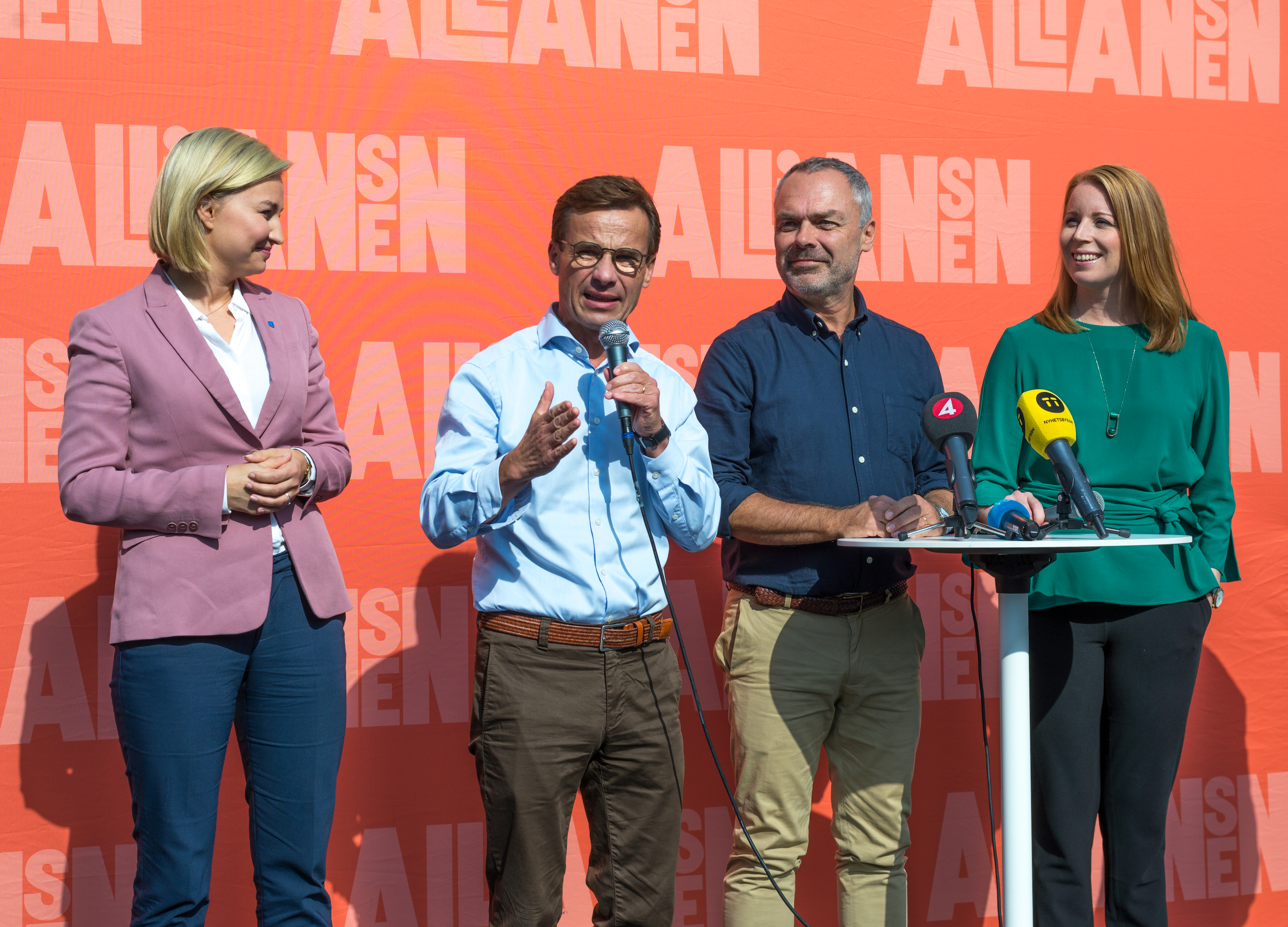
Alliansledarna på Soltorget vid Sergels torg i Stockholm dagen före valdagen den 8 september 2018. Från vänster: Ebba Busch, Ulf Kristersson, Jan Björklund och Annie Lööf.

Alliansen (tidigare Allians för Sverige, 2004–2010) kallades det programsamarbete som de borgerliga riksdagspartierna i Sverige på nationell nivå – Moderaterna, Centerpartiet, Liberalerna (Folkpartiet) och Kristdemokraterna – inledde inför riksdagsvalet 2006, i vilket de också fick majoritet. Fredrik Reinfeldt, den dåvarande partiledaren för Moderaterna som var det största partiet av de fyra, blev då Sveriges statsminister. Alliansen blev omvald vid riksdagsvalet 2010, men fick inte egen majoritet. Efter valet 2010 ledde Fredrik Reinfeldt en minoritetsregering som fick ta stöd av oppositionspartierna i olika frågor.
Efter valförlusten i riksdagsvalet 2014 meddelade man att "Alliansen går härmed i opposition". Den 3 december 2014 uppstod en regeringskris när regeringen Löfvens budget föll efter att Sverigedemokraterna röstat för Alliansens budget. Därmed hade oppositionens budget bifallits. Stefan Löfven offentliggjorde strax därefter planer på ett extra val och Allianspartierna meddelade då planer på att gå till val som ett enat alternativ. Efter att decemberöverenskommelsen träffats blev det emellertid inget extra val. Decemberöverenskommelsen upphävdes drygt nio månader senare, i oktober 2015, då Kristdemokraterna beslutade att lämna den. I praktiken fortsatte den ändå att gälla då både Liberalerna och Centerpartiet vid upprepade tillfällen avstod från att lägga, det som moderater och kristdemokrater kallade för, "en gemensam alliansbudget" i försök att med Sverigedemokraternas stöd fälla regeringen Löfven.
Alliansen förklarades på riksnivå upplöst av bland andra Ebba Bush (KD) och Ulf Kristersson (M) efter att Centern och Liberalerna ingick januariavtalet med S och MP den 13 januari 2019. Liberalerna och Centerpartiet menar i stället att Alliansen dog redan före jul 2018, när Ulf Kristersson under de långvariga regeringsförhandlingarna valde att gå fram som eget regeringsalternativ tillsammans med Kristdemokraterna, mot sina övriga allianskamraters vilja. Annie Lööf (C) menar dessutom att Alliansens död inleddes när Anna Kinberg Batra (M) i januari 2017 förklarade att Moderaterna ville bryta isoleringen av Sverigedemokraterna, trots att Liberalerna och Centerpartiet hade en annan uppfattning. Andra uttrycker att Alliansen inte behöver ha upphört för gott på nationell nivå men att dess varumärke är skadat.

## Bakgrund
Riksdagsvalet i Sverige 2002 ledde till att Socialdemokraterna kunde sitta ensamma kvar i regeringen ännu en mandatperiod, den tredje i följd. I början var det dock inte klart att socialdemokraterna skulle få behålla makten efter valet 2002. Omedelbart efter riksdagsvalet inledde Liberalerna regeringssamtal med Miljöpartiet, Centerpartiet och Kristdemokraterna. Enligt planerna skulle dessa partier bilda en mittenregering med passivt stöd av Moderaterna. Men efter att Centerpartiets partiledare Maud Olofsson hoppade av koalitionssamtalen gjorde den socialdemokratiska Persson regeringen upp med Miljöpartiet och Vänsterpartiet om samarbete. Regeringen Persson kunde därmed sitta kvar.
De borgerliga partierna kunde således konstatera att Sverige vid mandatperiodens slut skulle ha haft en rent socialdemokratisk regering 21 av de 24 åren 1982-2006, och en borgerlig regering endast under mandatperioden 1991-1994, då de därtill bildade en minoritetsregering med passivt stöd från Ny demokrati. Det faktum att socialdemokraterna närmast lyckats "prenumerera" på regeringsmakten uppfattades av såväl ledande företrädare för de borgerliga partierna som borgerliga debattörer som ett mycket dåligt betyg för den svenska borgerlighetens insatser i valrörelserna. Eftersom socialdemokraterna inför valrörelsen 1991 hade varit påtagligt svaga och splittrade (se regeringen Carlsson I för diskussion om regeringens avgång 1990), verkade det närmast som om de svenska borgerliga partierna bara förmådde vinna riksdagsval när socialdemokraterna föll på eget grepp. I de andra europeiska länderna till exempel i de flesta EU-länder var mer eller mindre regelbundna växlingar mellan höger- och vänsterregeringar mer normalt, och borgerliga valsegrar inte något lika ovanligt som i Sverige under de senaste decennierna. Mot denna bakgrund fanns det en ökad vilja att pröva nya vägar för att försöka åstadkomma en valseger och ett regeringsskifte i valet 2006.
En återkommande förklaring till de borgerliga partiernas problem hade varit den s.k. borgerliga splittringen, d.v.s. uppdelningen på flera partier som till stor del konkurrerade om samma "allmänborgerliga" väljare och vilkas valbudskap kunde skilja sig en hel del åt. Detta beteende kunde förstås av att flera av partierna återkommande fick opinionssiffror nära fyraprocentsspärren, och hade behov av att profilera sig för att inte förlora sina riksdagsplatser. I denna typ av profilering var det sannolikt lättare att dra väljare från andra borgerliga partier än att övertyga socialdemokratiska sympatisörer att byta block.
Denna typ av splittring gjorde det lätt för socialdemokraterna att i valrörelse efter valrörelse använda budskapet om de borgerliga partiernas oenighet, och hävda att en röst på ett borgerligt parti var att "köpa grisen i säcken", d.v.s. att väljarna inte visste vilket av partiernas politik som faktiskt skulle genomföras om det skulle bli borgerlig majoritet. Därtill framförde socialdemokraterna ofta åsikten att de borgerliga partierna hade påtagligt svårt att komma överens i regeringsställning. Detta påstående kunde stödjas av att varken regeringen Fälldin I (1976-1978) eller regeringen Fälldin II (1979-1981) höll en hel mandatperiod, och regeringen Bildt, som i och för sig höll en hel mandatperiod (1991-1994) drabbades av ett avhopp på partiledarnivå när centerpartiets Olof Johansson avgick från regeringen i protest mot beslutet om att bygga Öresundsbron. (Avhoppet väckte viss förvåning eftersom centerpartiet stannade kvar i regeringen, men partiledaren själv lämnade den.) Lågkonjunkturen och de stora budgetunderskotten under regeringen Bildt användes som ett ytterligare socialdemokratiskt argument för att de borgerliga partierna inte var regeringsdugliga.
För att öka chanserna att vinna nästa riksdagsval fanns det således ett behov hos de borgerliga partierna av att:
- Framstå som eniga, genom att ha gemensamma budskap i centrala politiska frågor, och undvika strider mellan de borgerliga partierna
- Framstå som allmänt regeringsdugliga
- Hitta politiska frågor som skulle göra det möjligt att värva väljare från socialdemokraterna, snarare än att enbart omfördela väljare inom det borgerliga blocket

Sättet att försöka åstadkomma detta blev en fördjupad samverkan mellan partierna, i syfte att kunna bilda en koalitionsregering efter valet 2006. Inför 1991 års val hade Moderaterna och Liberalerna också samverkat med programmet Ny start för Sverige, och utan deltagande från centerpartiet eller kristdemokraterna (som kom in i riksdagen först i och med valet 1991). Mer radikala förändringar och samarbetsformer, som partisammanslagningar eller valtekniska samarbeten, tycks dock ej ha aktualiserats.

## Bildandet av Allians för Sverige
Allians för Sverige lanserades den 30 augusti 2004 genom att de fyra borgerliga partiledarna - Fredrik Reinfeldt, Lars Leijonborg, Maud Olofsson och Göran Hägglund - publicerade en gemensam debattartikel i Dagens Nyheter och höll ett första möte hemma hos Maud Olofsson i Högfors. I debattartikeln skrev partiledarna:
I dag möts vi för att fördjupa samarbetet mellan våra partier. Vi gör det efter att under en längre tid ha märkt en ökad trötthet i synen på den socialdemokratiska regeringen. En befolkning som gör sig redo att byta regering börjar söka efter alternativet. Vi vill vinna deras förtroende.
Sannolikt fanns det inga praktiska hinder mot att hålla partiledarmötena i partiernas kanslilokaler i Stockholm, men såväl detta som efterföljande möten fick stor medial uppmärksamhet, kanske för att de utgjort ett lite annorlunda inslag i rikspolitiken.
Högfors-mötet följdes upp med tillsättandet av sex gemensamma arbetsgrupper 1 november 2004. Respektive arbetsgrupp syftade till att ta fram gemensamma politiska förslag inför valet 2006, och bestod av fyra ledamöter och fyra tjänstemän (en vardera per parti) med en utpekad ordförande per grupp. Arbetsgrupperna var:
- Ekonomisk politik för tillväxt med moderaten Mikael Odenberg som ordförande och därutöver Karin Pilsäter, Mats Odell samt Roger Tiefensee.
- Mer kunskap - en modern utbildningspolitik[7] med folkpartisten Jan Björklund som ordförande och därutöver Sten Tolgfors, Inger Davidsson samt Sofia Larsen.
- Sverige i världen på 2000-talet (i huvudsak utrikes- och EU-politik) med moderaten Gunilla Carlsson som ordförande och därutöver Cecilia Malmström, Anders Wijkman samt Agne Hansson.
- Välfärd för trygghet och valfrihet (i huvudsak hälso- och sjukvårdspolitik) med kristdemokraten Maria Larsson som ordförande och därutöver Kristina Axén Olin, Erik Ullenhag samt Kenneth Johansson.
- Tillväxtregion Sverige (i huvudsak arbetsmarknads- och näringspolitik) med centerpartisten Åsa Torstensson som ordförande och därutöver Sven Otto Littorin, Anna Grönlund Krantz samt Per Landgren
- Rättspolitik för trygghet med folkpartisten Johan Pehrson som ordförande och därutöver Beatrice Ask, Peter Althin samt Johan Linander

## Konsolidering och opinionsframgångar under 2005 och 2006

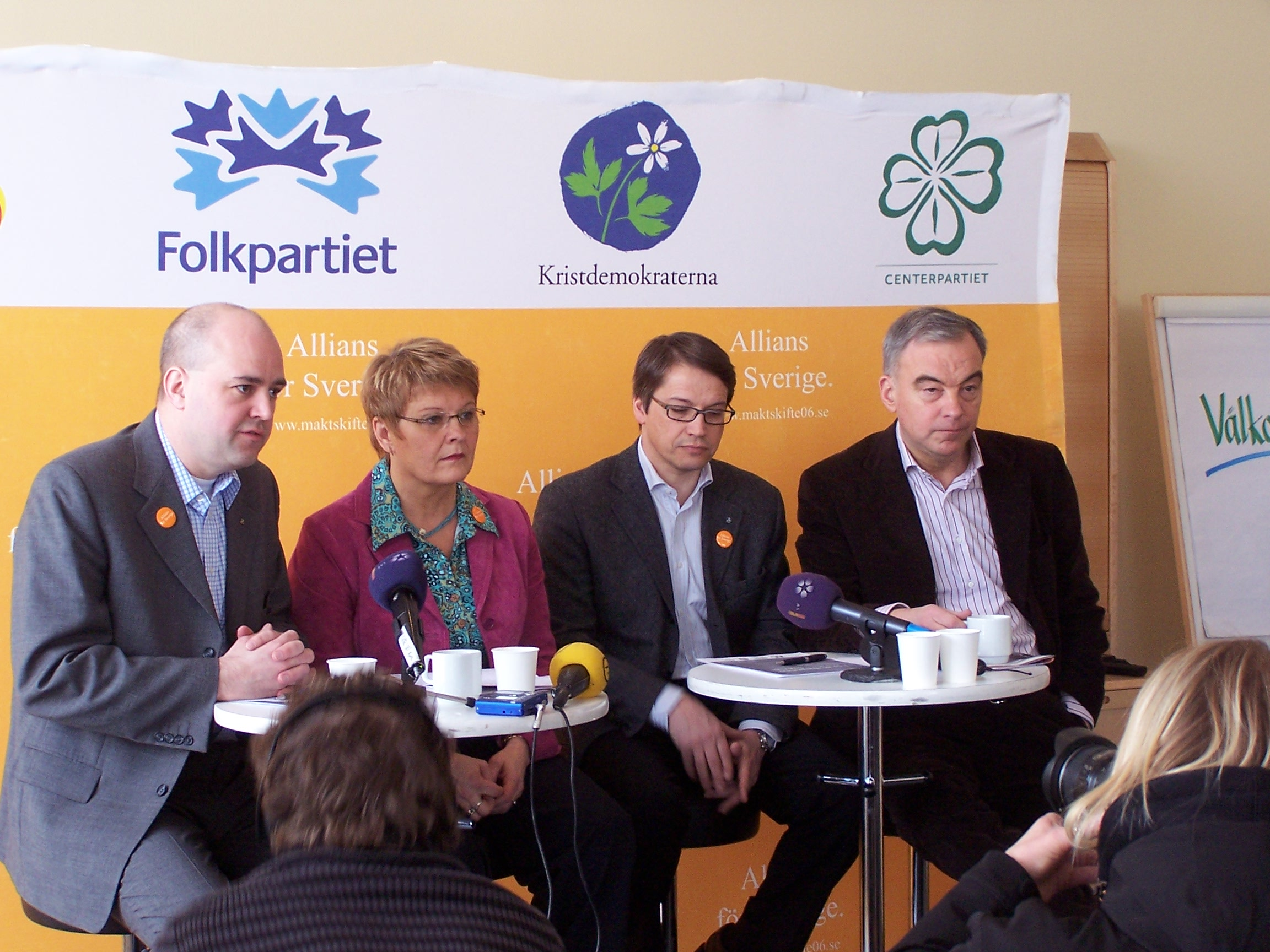
Allians för Sveriges presskonferens i Sundsvall under bussturnén 6–7 mars 2006. (Foto: Henrik Sendelbach)

Den 26 december 2004 drabbades bl.a. Thailand, där många svenska semesterfirare då befann sig, av en tsunami till följd av en jordbävning i Indiska Oceanen. Många svenska semesterfirare omkom i flodvågorna. Till en början rådde politisk enighet om att inte använda katastrofen för inrikespolitiska syften, men sedan kung Carl XVI Gustaf höll ett tal i vilket han kritiserade regeringens agerande, kom frågan högst upp på den inrikespolitiska dagordningen. Den svenska socialdemokratiska regeringen blev därmed i början av 2005 en öppen måltavla för kritik om hur den hanterat räddningsinsatserna av svenska medborgare. Den långvariga negativa medieuppmärksamheten inledde en trend med såväl sjunkande opinionssiffror för socialdemokraterna som sjunkande förtroendesiffror för den socialdemokratiska statsministern Göran Persson som kom att bestå under 2005 och 2006, och gav sannolikt alliansen draghjälp i opinionen. Den socialdemokratiska regeringens hantering av flodvågskatastrofen och den efterföljande mediedebatten gjorde det betydligt svårare för socialdemokraterna att med framgång utnyttja påståenden om sin egen regeringsduglighet och de borgerliga partiernas förmodade brister på detta område.
Ett år efter bildandet av Allians för Sverige träffades partiledarna i Bankeryd utanför Jönköping, hemma hos Göran Hägglund. Den så kallade Bankerydsöverenskommelsen innehåller hörnstenarna i alliansens ekonomiska politik inför valet 2006, och bygger på två utgångspunkter:
- "Gör det mer lönsamt att arbeta", framför allt genom att införa ett jobbavdrag (som beräknas till 37 miljarder kronor i ett första steg), samtidigt som förändringar sker i arbetslöshetsförsäkringen, arbetsmarknadspolitiken och sjukförsäkringen.
- "Gör det mer lönsamt att anställa och driva företag", genom att sänka arbetsgivaravgifterna för småföretag, införa så kallade nystartsjobb, förändra beskattningen av fåmansbolag, tillföra mer riskkapital till småföretag, minska antalet regler för företag, och införa avdrag för hushållstjänster, eller så kallade hushållsnära tjänster. Alliansen planerade också att på sikt avskaffa förmögenhetsskatten, men lade aldrig något konkret förslag.

Den 23 och 24 februari 2006 samlades ett stort antal företrädare för de fyra partierna i alliansen till ett "konvent" med seminarier och diskussioner för att förankra den överenskomna politiken hos fler personer i partiorganisationerna.
I Statistiska Centralbyråns (SCB:s) tre partisympatiundersökningar maj 2005-maj 2006 fick de fyra allianspartierna 46,6%-48,1% (aningen mindre än Socialdemokraterna, Vänsterpartiet och Miljöpartiet sammanlagt) att jämföra med 43,2%-43,5% i de två undersökningarna under 2004. I andra instituts opinionsundersökningar under samma period är allianspartierna något större än socialdemokraterna plus deras stödpartier. Med hänsyn taget till opinionsundersökningarnas felmarginaler, kan man säga att de flesta opinionsundersökningar under 2005 och 2006 pekade på ett jämnt val 2006, vilket var ett bättre utgångsläge för alliansen än vad de borgerliga partierna hade haft på flera valrörelser. Å andra sidan var konjunkturläget i Sverige på uppgång under 2005, och fortsatte att vara gott under 2006, och ett gott ekonomiskt läge brukar oftast anses gynna en sittande regering. Således räknade båda sidor med goda möjligheter att vinna valet.

## Valrörelsen 2006

Alliansens stöd i riksdagsvalet 2006 på kommunnivå.

På grundval av de arbete som genomförts i de sex arbetsgrupperna, samt Bankerydsöverenskommelsen, presenterade alliansen den 23 augusti 2006 fram sitt valmanifest Fler i arbete – mer att dela på i Gustavsberg utanför Stockholm. I så väl Bankerydsöverenskommelsen som valmanifestet är jobben, läget på arbetsmarknaden, den tyngsta frågan. Allianspartierna har dragit slutsatsen att detta är den politiska fråga som skulle kunna ge dem valsegern. Detta har traditionellt ansetts vara en fråga där socialdemokraterna har högt förtroende, men alliansen räknar med att så pass många personer står utanför den ordinarie arbetsmarknaden (oavsett om de är öppet arbetslösa eller ej) så att många väljare inte känner igen sig i bilden av att "det går bra för Sverige", vilket är den fras som socialdemokratiska representanter genomgående utnyttjar från början av 2006.
Alliansen använde ofta siffrorna 1 miljon, 1,2 miljoner eller 1,5 miljoner i utanförskap. Detta var ett resultat av att man räknade arbetslöshet som: Befolkningen i förvärvsaktiv ålder (16-64 år) minus antalet sysselsatta minus antalet studerande som inte söker arbete dividerat med befolkningen (16-64 år) andelen uttryckt i procent. Detta kallade moderaterna för "bred arbetslöshet" eller "verklig arbetslöshet".
Under själva valrörelse genomför alliansens partiledare flera tågturnéer.
Resultatet av riksdagsvalet 17 september 2006 blev att alliansens partier fick 178 mandat mot socialdemokraternas, vänsterpartiets och miljöpartiets sammanlagt 171 mandat. Strategin under de gångna två åren har således fungerat som allianspartierna avsåg.

## Efter valsegern 2006
Allians för Sverige bildade efter valet en så kallad "äntringsstyrka" för att underlätta regeringsskiftet, under ledning av Helena Dyrssen och med en ledamot från varje parti. Efter den nyvalda riksdagen samlats och Fredrik Reinfeldt blivit utsedd till statsminister övergick Allians för Sverige att verka som regeringen Reinfeldt, och kallas ibland för "alliansregeringen".
Under i stort sett hela mandatperioden 2006-2010 låg alliansregeringen efter de rödgröna i opinionen. Stödet minskade snabbt för alliansregeringen efter riksdagsvalet 2006 och som mest låg alliansregeringen efter oppositionen med 20 procentenheter i senhösten 2008.
Under åren efter valsegern fick de borgerliga partierna kraftig kritik från bland annat borgerliga ledarskribenter för att inte ha hållit liv i allianstanken utan ha blivit alltför inriktade på att regera för dagen och ta väljare från varandra, samt i vissa fall för att de tre övriga partierna kom i skuggan för Moderaterna.

## Valrörelsen 2010

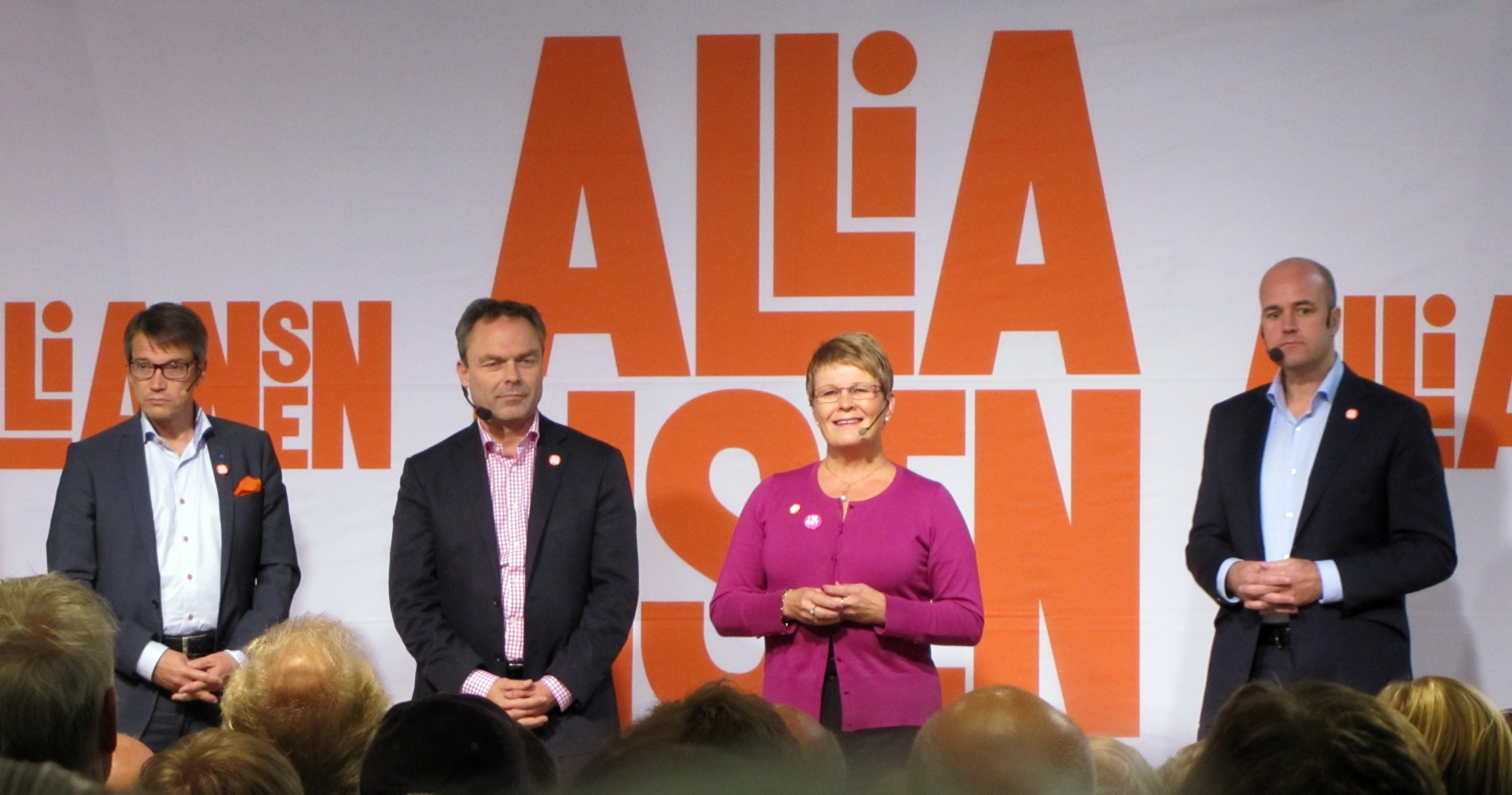
De fyra borgerliga partiledarna i valrörelsen 2010.

I september 2007 blev Jan Björklund ny partiledare för Folkpartiet liberalerna, i övrigt var partiledarna de samma som vid valrörelsen fyra år tidigare. Under mandatperioden bestämde sig vänsterblocket för att gå samman på samma sätt som alliansen hade gjort inför valrörelsen 2006, under namnet De rödgröna utkristalliserade sig ett tydligt regeringsalternativ som hade överläge i nästan alla opinionsmätningar fram till i maj 2010, i samband med att de lade fram sin skuggbudget. Därefter hade Alliansen stark medvind i alla opinionsmätningar fram till valdagen. Alliansen vann även valet 2010 med omkring 5,5 procentenheter över de rödgröna och Fredrik Reinfeldt fortsatte som statsminister. Dock så fick alliansen inte majoritet av platserna eller av rösterna vilket gjorde att de blev tvungna att söka stöd från andra partier eller ledamöter från oppositionen. Efter att valresultatet blivit klart under valnatten, meddelade Reinfeldt att alliansen inte skulle göra sig beroende av Sverigedemokraterna, utan i första hand skulle söka samarbete med Miljöpartiet.

## Efter valsegern 2010
Efter riksdagsvalet 2010, ökade stödet för alliansregeringen i opinionsmätningarna. I samtliga opinionsmätningar fick Alliansen egen majoritet av rösterna. Det var framför allt Moderaterna som gick framåt i mätningarna och partiet noterades för första gången som största parti i Sverige. 
Framgången för Moderaterna ställde till det för småpartierna i Alliansen, bland annat för att partiet inte gav småpartierna tillräckligt med utrymme.[källa behövs] Centerpartiet och Kristdemokraterna tappade väljare efter valet och opinionssiffror sjönk. Båda partierna låg nära fyraprocentsspärren, Centern var knappt över och Kristdemokraterna låg flera gånger under riksdagsspärren. Detta ledde till oenighet inom Alliansen och näringsminister Maud Olofsson kritiserade statsminister Fredrik Reinfeldt för att hans parti bredde ut sig för mycket. Reinfeldt avfärdade kritiken och hävdade att Alliansen inte skulle ha vunnit valet utan Moderaternas framryckning. Centerledaren bemöttes även av utrikesminister Carl Bildt och finansminister Anders Borg. Kristdemokraternas nya partisekreterare Acko Ankarberg Johansson ansåg att Moderaterna bara hade bytt skepnad på sin politik. Hon riktade kritik mot Moderaternas skattepolitik och menade att partiet prioriterade skattesänkningar framför allt annat.
Alliansen hade ett övertag i opinionen under halva mandatperioden fram tills våren 2012 då stödet sjönk. Opinionen minskade från 47-50 procent ner till drygt 40 procent efter våren 2012 och samtliga allianspartier fick minskad stöd. Regeringsalliansen låg efter de rödgröna med drygt 5-10 procentenheter i opinionen.

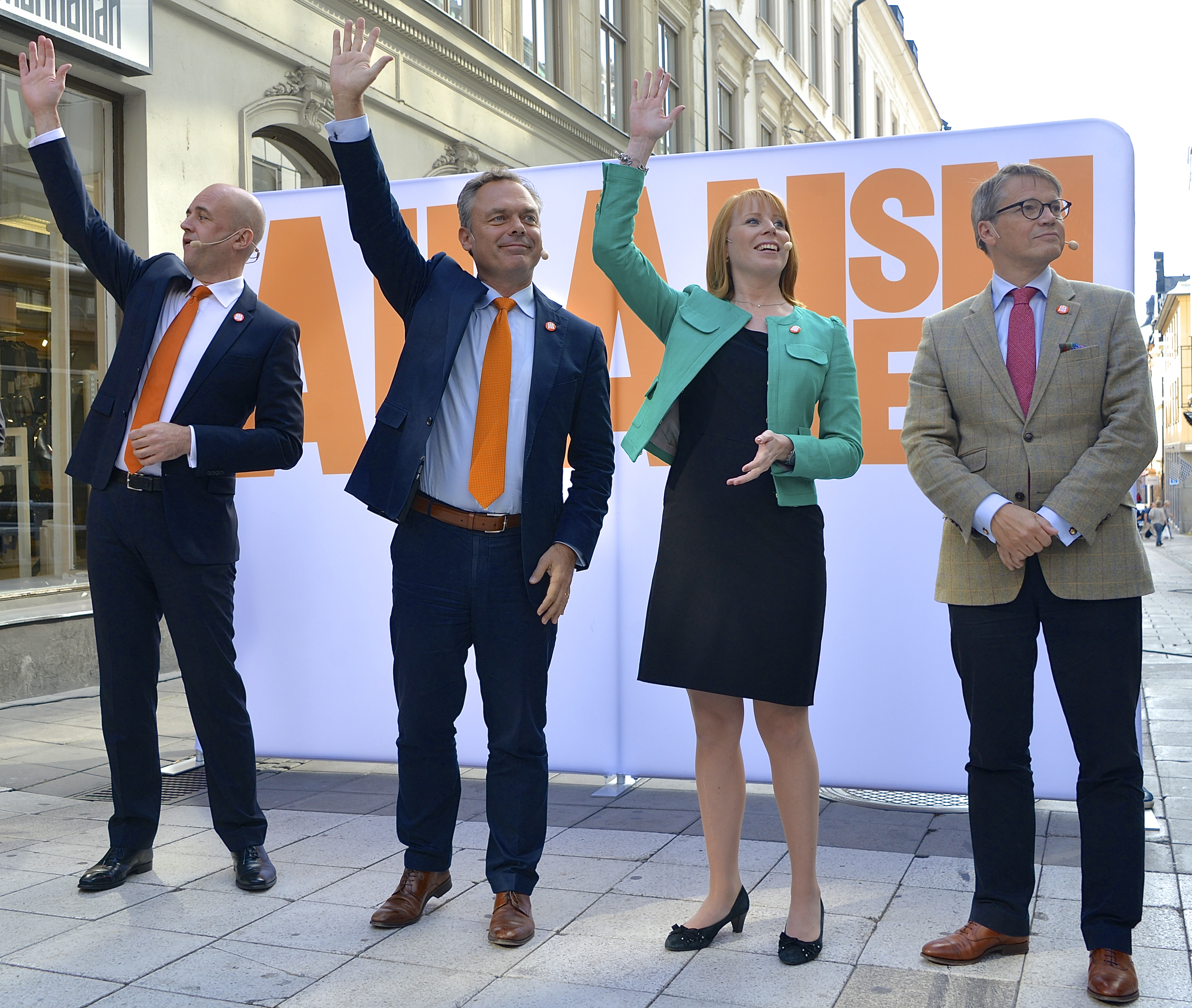
Alliansledarnas sista framträdande i regeringsställning, samma dag som valdagen den 14 september 2014.

## Efter valförlusten 2014
Allianspartierna meddelade, genom den moderata gruppledaren Anna Kinberg Batra, att "Alliansen härmed går i opposition" efter valförlusten i Riksdagsvalet 2014

## Valrörelsen 2015
Den 3 december 2014 meddelade statsminister Stefan Löfven att han avsåg att utlysa extra val efter att det uppstått en regeringskris på grund av att hans budget fallit i riksdagen. Alliansen meddelade att de återigen skulle gå till val som ett samlat alternativ. Istället kom de dock överens med socialdemokraterna om att låta sittande regering behålla makten, genom den så kallade decemberöverenskommelsen, och det utlovade extra valet utlystes därmed aldrig.

## Valrörelsen 2018
Alliansen uppvisade interna motsättningar inför valet 2018, vilka uppmärksammas i media. En av meningsskiljaktigheterna berörde Centerpartiets stöd till Regeringen Löfvens förslag om ensamkommande flyktingar, något som ledde till  kritik från allianskollegan Moderaterna. Ytterligare en konflikt berörde ett förslag om Sverigedemokraterna ska kunna få poster som utskottsordförande i riksdagen där Centerpartiet och Liberalerna inte har samma ståndpunkt som Moderaterna och Kristdemokraterna.

## Alliansen runt om i Sverige
Denna redovisning är endast påbörjad och inte fullständig.
| Kommun     | Partier     | Anmärkning            | Not    |
| ---------- | ----------- | --------------------- | ------ |
| Järfälla   | M+L+KD+C    |                       | [ 20 ] |
| Kungsbacka | M+C+L+KD    |                       | [ 21 ] |
| Leksand    | C+M+KD+L    |                       | [ 22 ] |
| Nacka      | M+C+L+KD    |                       | [ 23 ] |
| Norrtälje  | M+C+L+KD    |                       | [ 24 ] |
| Nybro      | C+M+KD+L    |                       | [ 25 ] |
| Ronneby    | M+C+L+KD    |                       | [ 26 ] |
| Stockholm  | M+L+C+KD    | Samarbete sker med MP | [ 27 ] |
| Söderhamn  | C+M+KD+L    |                       | [ 28 ] |
| Varberg    | M+C+L+KD    |                       | [ 29 ] |
| Växjö      | M+C+KD+L+MP | Samarbete sker med MP | [ 30 ] |
| Ängelholm  | M+C+KD+L+MP | Samarbete sker med MP | [ 31 ] |

Några kommuner har idag så kallade "restallianser", som innebär att ett eller två allianspartier har lämnat samarbetet med de andra allianspartierna.
| Kommun   | Partier | Anmärkning                            | Not    |
| -------- | ------- | ------------------------------------- | ------ |
| Emmaboda | C+M+KD  | Samarbete sker med Bästa Alternativet | [ 32 ] |
| Kalmar   | M+L+KD  |                                       | [ 33 ] |

## Övrigt
- Alliansen har en vänförening, Alliansens Vänner.[34]
- Vid ett gemensamt framträdande i Uppsala i maj 2005 hävdade Göran Hägglund, som svar på en fråga, att Alliansen kommit överens om att han skulle vara statsministerkandidat. Partiledarkollegorna blev paffa i några sekunder innan de förstod att det var ett skämt.[35]
- Alliansens webbplats hette först www.maktskifte06.se, men bytte efter valet namn till www.alliansforsverige.se.
- Strax före valet 2006 skrev delar av svensk vänster på ett upprop mot de borgerliga partierna och alliansens politik, och tog namnet "Motståndsrörelsen Alliansfritt Sverige".[36]